# 트리메타지딘

트리메타지딘

트리메타지딘(trimetazidine , IUPAC: 1-(2,3,4-트리메톡시벤질)피페라진, 1-(2,3,4-trimethoxybenzyl)piperazine)은 다양한 상품명으로 판매되는 협심증 약물이다.. 트리메타지딘은 프랑스 세르비에 연구소에서 개발 및 판매한 최초의 세포 보호 항허혈제이다. 지방산 산화 억제제 계열의 항허혈 대사제로, 지방산 대사를 억제하여 심장 근육이 포도당을 연료로 사용하는 능력을 개선하는 약물이다. 이 약물은 경기력 향상 약물로 사용되어 논란이 되어 왔으며, 올림픽 등에서 여러 차례 사용과 관련된 스캔들이 터지기도 했다.

## 의료용
트리메타지딘은 일반적으로 협심증의 장기 치료제로 처방되며, 일부 국가(프랑스 포함)에서는 이명과 어지럼증 치료제로도 처방된다. 하루에 두 번 복용한다. 2012년 유럽의약품청(EMA)은 트리메타지딘의 유익성과 위험성에 대한 검토를 마치고 트리메타지딘 함유 의약품은 1차 항협심증 치료제로 충분한 효과를 얻지 못하거나 내약성이 없는 경우에만 협심증의 추가 치료로 제한할 것을 권고했다.
협심증 환자를 대상으로 한 대조 시험에서 트리메타지딘은 관상동맥 혈류 예비량을 증가시켜 운동과 관련된 허혈의 발생을 지연시키고, 심박수의 큰 변화 없이 혈압의 급격한 변동을 억제하며, 협심증 발작의 빈도를 크게 감소시키고, 질산염의 사용을 크게 감소시키는 것으로 나타났다.
그러나 최근 경피적 관상동맥 중재술 또는 심장 수술을 받은 환자 6000여 명을 대상으로 한 2020년 위약 대조 무작위 시험에 따르면 일반적인 항협심증 치료법에 트리메타지딘을 추가해도 심장 사망, 심장 사건으로 인한 입원, 협심증의 재발 또는 지속, 관상동맥 조영술 반복 필요성에 큰 차이가 없었다.  따라서 이 연구는 협심증 치료에서 트리메타지딘의 임상 유용성에 의문을 제기하고 있다.
관상동맥 심장 질환이있는 당뇨병 환자의 좌심실 기능을 개선한다. 최근에는 다양한 원인의 심부전 환자에게도 효과적인 것으로 나타났다.
2023년 현재 양극성 우울증 치료에 효과가 있는지 확인하기 위한 임상 시험이 진행 중이다.

## 경기력 향상 약물
트리메타지딘은 1970년대에 이미 의료용으로 개발되었지만, 2014년에야 세계 반도핑 기구(WADA)의 금지약물 목록에 "호르몬 및 대사 조절제"라는 카테고리로 등재되었으며, 경기 내외에서 항상 사용이 금지되어 있다.
2014년 중국 올림픽 챔피언 수영 선수 쑨양은 4개월 전에 새로 금지된 트리메타지딘에 양성 반응을 보였는데, 이 약물은 WADA에서 금지된 각성제로 분류되어 있었으며, 쑨양과 그의 의사는 자신이 처방받은 약물에 대한 사용 변경 사항을 알지 못했다고 주장했고, 이에 따라 중국 수영 협회로부터 3개월간 출전 금지 처분을 받았다.
2015년 1월, WADA는 트리메타지딘을 "각성제"에서 "심장 대사 조절제"로 재분류하고 등급을 낮췄다.
2018년 미국 수영 선수 매디슨 콕스는 소변 샘플에서 트리메타지딘 양성 반응이 나와 6개월간 대회 출전이 금지되었다. FINA는 처음에 콕스가 고의로 약물을 섭취하지 않았다는 증언을 근거로 자격 정지 기간을 4년에서 2년으로 줄였다. 스포츠 중재 재판소(CAS)는 쿠퍼 컴플리트 엘리트 애슬레틱 멀티비타민의 개봉된 병과 밀봉된 병을 모두 분석한 결과 멀티비타민을 원인으로 판단하고 콕스의 자격 정지 기간을 6개월로 감경했다. 자격 정지는 2018년 9월 3일에 만료되었다.
2021년 중국 반도핑 기구에서 23명의 중국 수영 선수가 약물 양성 반응을 보였고, 이 사실을 WADA에 보고했으며, WADA는 2021년 6월과 7월에 이 사건을 면밀히 검토했다. 미국 반도핑 기구(USADA)는 중국 수영계의 도핑 은폐 의혹과 관련하여 (불특정 출처로부터) (트리메타지딘 양성 사례가 발생하기도 전인) 2020년과 2023년에 WADA에 연락을 취했다. 이러한 주장은 (다시 한 번) 전적으로 근거가 없었으며, WADA는 조사 개시 기준이 충족되지 않았다고 통보했다.
2022년 2월, 당초 2월 8일 화요일로 예정되었던 올림픽 피겨스케이팅 단체전 메달 수여식이 국제 올림픽 위원회(IOC) 대변인 마크 애덤스가 국제 스케이팅 연맹(ISU)과 "법적 협의"가 필요한 상황이라고 설명하면서 연기되었다. 여러 언론 매체는 수요일에 러시아 올림픽 위원회의 카밀라 발리예바가 2021년 12월 실시한 트리메타지딘 시험에 대한 문제 때문이라고 보도했고, 결과는 2월 11일 발표되었다. 결과는 조사 대기 중이다. 발리예바는 2021년 12월 실시한 검사에서 양성이라는 결과가 나온 다음 날인 2월 9일 러시아 반도핑 기구(RUSADA)로부터 출전 허락을 받았다. IOC, WADA, ISU는 RUSADA의 결정에 항소했다. 2월 14일 스포츠 중재 재판소는 단체전 금메달이 아직 고려 중이지만 발리예바의 출전을 막는 것은 "돌이킬 수 없는 해를 입힐 것"이라고 판단하여 여자 싱글 종목에 출전할 수 있다고 판결했다. 법원의 유리한 결정은 부분적으로 그녀의 나이 때문으로 미성년 선수는 성인 선수와 다른 규칙이 적용되기 때문이다.
IOC는 조사가 끝나고 러시아의 메달 박탈 여부가 구체적으로 결정될 때까지 메달 수여식은 열지 않을 것이라고 발표했다.
파퓰러 사이언스는 트리메타지딘을 운동선수의 경기력 향상 약물로 사용할 가능성에 대한 과학적 연구 개요를 발표했다. 이 기사의 저자는 헤드라인에서 "피겨스케이팅 선수의 경기력을 향상시킬 수 있다는 확실한 증거는 없다"고 결론지었다. 운동이 심장에 미치는 영향을 연구하는 플로리다 대학교의 생리학자 스콧 파워스는 트리메타지딘이 WADA 목록에 포함된 배경을 설명했다. "나는 국제 올림픽 위원회와 원탁 회의에 참여했는데, 그들의 정책은 의심스러우면 약물을 금지하는 것이 그들의 방침인 것 같다. 이 약물이 경기력 향상 보조제일 수 있다는 가능성에 대해 잘못 판단하고 있는 것 같다."고 스콧 파워스는 말했다. 도핑 전문가인 클라스 파버는 쑨양의 사례에서 "도핑 금지 규정이 심각하게 일관성이 없다"고 지적했다. 파버는 의도치 않은 도핑 양성 반응을 피하기 위해 트리메타지딘 검출 임계값을 설정해야 한다고 수년 동안 지적해 왔다. 파버는 이러한 관찰 결과 중 일부를 Science & Justice 저널에 자세히 발표했다.
특히 피겨스케이팅과 발리예바에 대한 트리메타지딘의 효과에 대해 심장 전문가인 텍사스 대학교 사우스웨스턴 의과대학의 운동과학 교수인 벤자민 J. 레빈은 "트리메타지딘이 발리예바의 경기력을 향상시킬 가능성은 제로라고 생각한다. 심장에는 피가 충분하다. 그리고 심장은 다양한 연료를 사용하는 데 매우 능숙하다."
매사추세츠 종합병원의 심혈관 수행 프로그램 책임자인 애런 배기시는 "이론적으로 트리메타지딘은 사이클 선수, 조정 선수, 장거리 달리기 선수와 같이 높은 심박출량을 만들어야 하는 지구력 운동선수에게는 도움이 될 수 있지만, 심장에 대한 부담이 적은 피겨스케이팅 선수의 경기력에는 직접적인 영향을 미치지 않을 것으로 보인다."라고 말했다.
발리에바는 트리메타지딘 외에도 하이포젠과 L-카르니틴 보충제를 복용한 사실을 인정했지만, 둘 다 금지 약물은 아니다. 그럼에도 이 두 물질과 트리메타지딘의 조합은 경기력 향상을 위한 고의적인 시도가 아니냐는 의혹을 불러일으켰다. 일부 전문가들은 세 물질의 조합이 격렬한 운동 중 피로를 줄이고 지구력을 높일 수 있다고 생각한다.
여러 주요 마라톤 대회에서 우승한 로렌스 체로노는 트리메타지딘 양성 반응을 보였고 2022년 세계 육상 선수권 대회 마라톤 출전을 하루 앞두고 출전이 정지되었다.

## 부작용
트리메타지딘은 안전성과 내약성이 높은 약물로 취급되어 왔다.
트리메타지딘이 사망률, 심혈관 질환 또는 삶의 질에 미치는 영향에 대한 정보는 부족하다. 트리메타지딘을 표준 항동맥제와 비교하는 장기, 무작위, 대조 시험에서는 임상적으로 중요한 결과를 사용하는 것이 타당할 것이다. 최근 국제 다기관 후향적 코호트 연구에 따르면 실제로 다양한 원인의 심부전 환자에서 기존 최적 요법에 트리메타지딘을 추가하면 사망률과 이환율을 개선할 수 있음을 보였다.
EMA는 이명, 현기증 또는 시력 장애가 있는 환자의 치료를 위해 의사가 더 이상 트리메타지딘을 처방해서는 안된다고 권고한다. 최근 EMA 평가에서 (3.6/1,000,000 환자 년) 파킨슨병(또는 추체외로증) 증상(떨림, 경직, 운동 이상증, 과다 긴장증 등), 보행 불안정, 하지 불안 증후군 및 기타 관련 운동 장애의 드문 사례도 발생했으나, 대부분의 환자는 치료 중단 후 4개월 이내에 회복되었다. 이에 의사들은 파킨슨병, 파킨슨 증상, 떨림, 하지 불안 증후군 또는 기타 관련 운동 장애 환자나 중증 신장 장애 환자에게 이 약을 처방하지 말 것을 권고한다.

## 작용 메커니즘
트리메타지딘의 작용 메커니즘은 세포 에너지 대사, 특히 지방산과 포도당의 대사에 미치는 영향과 관련이 있다.
세포가 에너지를 생성하는 주요 방법 중 하나는 지방산이나 포도당과 같은 분자를 분해하여 세포의 주요 에너지원인 ATP(아데노신 삼인산)를 생성하는 산화 과정을 통해서이다. 건강한 세포에서는 지방산과 포도당이 모두 산화되어 ATP를 생성할 수 있다.
그러나 허혈(혈류 감소) 또는 저산소증(산소 공급 감소)과 같은 특정 상황에서는 세포의 에너지 생성 능력이 손상된다. 이러한 조건에서 세포는 지방산의 완전한 산화에 필요한 산소 부족을 경험할 수 있다. 이로 인해 ATP 생산이 감소하여 세포의 정상적인 기능 유지 능력에 영향을 미칠 수 있다.
트리메타지딘은 지방산의 베타 산화 과정에 관여하는 장쇄 3-케토아실-CoA 티올레이스라는 특정 효소를 억제하는 방식으로 작용한다. 트리메타지딘은 이 효소를 차단하여 지방산의 산화를 줄이고 대신 포도당의 산화를 촉진한다. 포도당 산화는 지방산의 베타 산화에 비해 산소 소비량이 적다. 따라서 포도당 산화를 촉진하고 지방산 대사에 대한 의존도를 줄임으로써 트리메타지딘은 산소 공급이 제한된 조건에서 세포 에너지 생산을 최적화하는 데 도움이 된다.
트리메타지딘은 에너지 대사를 보존하고 포도당 산화를 촉진함으로써 세포 내 ATP 수치의 감소를 방지한다. 이는 ATP가 이온 펌프의 기능과 막 통과 나트륨-칼륨 흐름의 유지를 포함한 다양한 세포 과정에 필수적이기 때문에 중요하다. 트리메타지딘은 적절한 ATP 수준을 보장함으로써 세포 항상성, 즉 세포 내 다양한 이온과 분자의 균형을 유지하는 데 도움이 된다.